# Gwynllyw Farfog

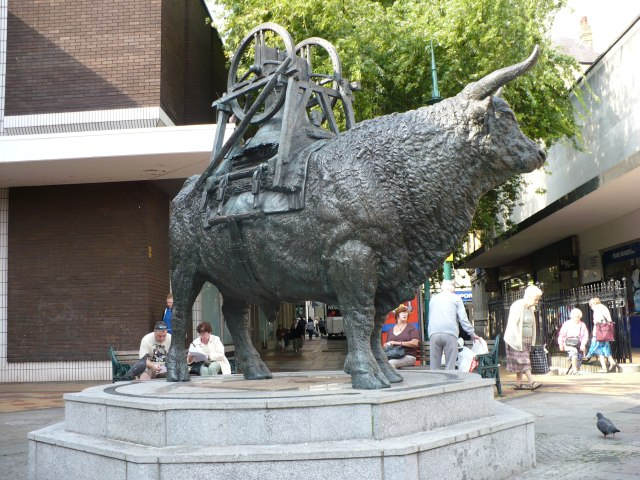

Gwynllyw Farfog, o Gundleius il Barbato (o forse il Guerriero), in inglese anche Woolos e in latino medievale anche Winleus (V secolo – Pencarnau, VI secolo), è stato un sovrano gallese, vissuto tra la fine del V e gli inizi del VI secolo. È venerato come santo dalla Chiesa cattolica.

## Biografia
Era il primogenito di re Glywys ed ereditò la parte principale dell'est del paese, che confinava con il Gwent. Il regno prese il nome di Gwynllwg dopo di lui e la capitale fu forse stabilita a Allt Wynllyw, sulla Stow Hill.
Notizie sulla sua vita ci sono state tramandate essenzialmente da due fonti: la prima, scritta nell'XI secolo è la Vita di san Cadoc abate, suo figlio; la seconda, meno attendibile, scritta nel XII secolo è la Vita di san Gunlei.
Re Gwynllyw s'innamorò della principessa Gwladys, la figlia più anziana di re Brychan del Brycheiniog. Secondo la Vita di san Cadoc, di fronte ai rifiuti di quest'ultimo di dargli in sposa la figlia, Gwynllyw decise di rapirla. Così, con 300 uomini, compì un raid nel Brycheiniog e fuggì con l'innamorata. Brychan li inseguì fino a Fochriw, dove furono raggiunti da re Artù, che li convinse a riappacificarsi e che sostenne la causa di Gwynllyw.
Gwynllyw fu un re guerriero. Dopo la nascita del suo primogenito, ad esempio, compì una violenta scorreria nel Gwent per celebrare l'evento. Tra il bestiame razziato c'erano le mucche di san Tathyw di Caerwent, che si recò alla corte di Gwynllyw per chiederne la restituzione. Forse su suggerimento della regina, battezzò il nuovo nato.
La sua conversione al cristianesimo avvenne in tarda età, ad opera del figlio Cadoc, dopo un sogno in cui gli era apparso Dio. Trascorse l'ultima parte della sua vita da eremita nel Bassaleg, dove fondò una chiesa dedicata alla Vergine Maria (poi diventata cattedrale di San Wolos a Newport).
Gwynllyw morì il 29 marzo del 523 e fu subito venerato come santo. Sul trono salì il figlio, Cadog Ddoeth.